# Paraliparis costatus
Paraliparis costatus és una espècie de peix pertanyent a la família dels lipàrids.

## Descripció
- El mascle fa 20,4 cm de llargària màxima i 23,5 la femella.
- Nombre de vèrtebres: 70-71.[5]

## Hàbitat
És un peix marí i batidemersal que viu entre 1.042 i 1.370 m de fondària al talús continental.

## Distribució geogràfica
Es troba a l'Índic oriental: la costa occidental de Tasmània (Austràlia).

## Costums
És bentònic.

## Observacions
És inofensiu per als humans.